# Fryderyk II (margrabia Badenii)
Fryderyk II (zm. 22 czerwca 1333 r.) – margrabia Badenii z rodu Zähringen.

## Rodzina
Fryderyk był najstarszym synem margrabiego Badenii Hermana VII i Agnieszki, córki Fryderyka V, hrabiego Truhedingen i Dillingen. Pierwszą żoną Fryderyka była Agnieszka, córka Konrada III z Weinsbergu. Z tego małżeństwa pochodziło dwóch synów: Herman IX i Fryderyk. Drugą żoną Fryderyka była Małgorzata, córka Konrada IV, hrabiego Calw-Vaihingen. Z tego małżeństwa pochodziły trzy córki: Agnieszka, Ermengarda i Maria.